# As-Sachir
As-Sachir (arabisch الصخير, DMG aṣ-Ṣaḫīr) ist eine Wüstenregion im Königreich Bahrain nahe der Stadt Zallaq in der Mitte des Südlichen Gouvernements.

## Infrastruktur

### Flughafen
Der öffentliche Militärflughafen as-Sachir (ICAO-Code: OBKH) wurde in as-Sachir errichtet. Auf dessen Flugfeld findet alle zwei Jahre im Jänner die Bahrain International Airshow statt.

### Rennstrecke
Die Motorsport-Rennstrecke Bahrain International Circuit befindet sich in der Wüstenregion. Die im März 2004 eröffnete Rennstrecke ist seitdem der jährliche Formel-1-Austragungsort des Großen Preis von Bahrain; einzig 2011 musste das Rennwochenende aufgrund politischer Unruhen abgesagt werden, 2020 wurden gleich zwei Rennen abgehalten.

## Wirtschaft
Der Motorsport-Sicherheitsausrüster OMP Racing sowie der Helmproduzent Bell Sports besitzen Niederlassungen in as-Sachir nahe der Rennstrecke.

## Sehenswürdigkeit
Das Naturwunder Schadscharat al-Haya, auch als „Baum des Lebens“ bekannt, liegt in As-Sachir. Der 1870 erbaute Al-Sachir-Palast, der frühere Emirspalast, wo 2008 George W. Bush im Rahmen eines Staatsbesuches empfangen wurde, befindet sich ebenfalls in as-Sachir. Das Al-Areen-Naturschutzgebiet erstreckt sich im Westen der Wüste.

## Bildung
Die Universität von Bahrain betreibt einen von drei Campussen in as-Sachir; die anderen beiden befinden sich in Madinat Isa und Salmaniya. Auf diesem Campus befinden sich unter anderem die Abteilungen für Betriebswirtschaft, Informationstechnik, Kunst und Rechtswissenschaften.